# Pietro Anastasi
Pietro Anastasi (Catania, 7 april 1948 – aldaar, 17 januari 2020) was een Italiaans profvoetballer. In 1968 werd hij de duurste voetballer uit de geschiedenis, nadat hij voor 650 miljoen lire de overstap maakte van Varese naar Juventus.

## Carrière

### Massiminiana
Anastasi's jonge leven draaide vooral om voetbal. Werken en studeren deed hij niet. Zijn familie verdiende het geld voor hem. "Deze jongen is voor het voetballen geboren. Wij moeten hem helpen", gaf vader Silvestro Anstasi opdracht aan zijn vrouw Carmela en overige zoons. De inspanningen leverden Anastasi op 16-jarige leeftijd een contract op bij het plaatselijke AC Massiminiana. Daar kwam de spits regelmatig aan scoren toe. In het seizoen 1965/66 van de Serie D vond Anastasi 18 keer het net. Na afloop van het seizoen plukte Varese de smaakmaker echter voor 40 miljoen lire weg.

### Varese
Varese had in datzelfde jaar een oefenwedstrijd gespeeld in Catania. De Varese-spelers zouden na afloop met het vliegtuig terugkeren naar Noord-Italië, maar vijf minuten voor vertrek kwam er een hoogzwangere vrouw aan boord. Het vliegtuig zat al vol maar Varese-manager Cesare Casati stond zijn plaats af, zodat de zwangere vrouw haar kind kon baren in Milaan. Casati zou een dag later terugvliegen en boekte een hotel om te kunnen overnachten. In het hotel verveelde hij zich echter, waarna de barkeeper hem de suggestie deed om te gaan kijken bij de wedstrijd tussen Massiminiana en Paternò. "Er speelt een wondervoetballer: Anastasi!", gaf hij aan. Casati was in eerste instantie niet geïnteresseerd, maar de barkeeper overtuigde hem. Tijdens de wedstrijd bleek Casati meteen onder de indruk. Na het eindsignaal rende hij naar een Massiminiana-bestuurslid om te vragen wat Anastasi moest kosten. "40 miljoen lire", was het antwoord. "Hij is gekocht", schreeuwde Casati en meteen nam hij een taxi terug naar het hotel om contact op te nemen met zijn club. Twee dagen later had Massiminiana de overgang beklonken, maar Anastasi zelf wilde niet weg. Hij leek vastberaden maar zijn trainer Prenna overtuigde hem: "Hoor eens Pietro, dit is de grootste kans in je leven. Daar in Noord-Italië zul je profvoetballer zijn. In hemelsnaam: ga! Desnoods op je blote voeten!". Met Varese promoveerde Anastasi al na één seizoen naar de Serie A en groeide hij uit tot een publiekslieveling.

### Europees kampioen voetbal
In dienst van Varese werd de spits ook opgeroepen voor het Italiaanse elftal. Zijn debuut voor de Azzurri maakte Anastasi in de finale van het EK voetbal 1968 tegen Joegoslavië. Die eindigde in een 1-1 gelijkspel, waardoor er vier dagen later een tweede finalewedstrijd werd georganiseerd. Hierin tekende de 20-jarige Anastasi voor het tweede doelpunt van de avond (2-0), waarmee hij de wedstrijd in het voordeel van de Italianen beslechte.

### Juventus
Na afloop van het EK voetbal verkaste Anastasi voor een recordbedrag van 650 miljoen lire naar Juventus. De Oude Dame, die financieel werd ondersteund door de Fiat-eigenaren behorend tot de familie Agnelli, waren de suprematie van Internazionale en AC Milan zat en kochten op dezelfde dag ook de spelmaker Helmut Haller. Met Juventus won Anastasi drie landskampioenschappen (1971/72, 1972/73, 1974/75). Daarnaast behaalde hij de finale van de Jaarbeursstedenbeker in 1971. Ondanks een doelpunt van Anastasi (het laatste voor de opheffing van dit toernooi) verloren de Italianen echter op uitdoelpunten van Leeds United. Ook de finale van de Europacup I in 1973 ging verloren, ditmaal bleek het Ajax van Johan Cruijff met 1-0 te sterk.
Hoewel Anastasi op clubniveau uitgroeide tot een trefzekere spits, bleven verdere successen met het nationale elftal uit. In 1970 behoorde Anastasi in eerste instantie tot de Italiaanse WK-selectie, maar moest hij uiteindelijk afhaken na een ongelukje met de masseur. De twee waren aan het dollen met elkaar, toen de masseur ineens in de lies van Anastasi trapte. Aanvankelijk had de spits nergens last van, maar 's nachts kreeg hij toch klachten. Uiteindelijk bleek een operatie aan zijn testikels noodzakelijk, waardoor Anastasi deelname aan het WK misliep. In 1974 was de spits wel van de partij. Italië werd echter al na drie wedstrijden uitgeschakeld door Polen (2-1).
In 1976 nam Anastasi na 303 wedstrijden en 130 doelpunten afscheid van Juventus. Na een serie conflicten met de trainer en het clubbestuur, omdat hij op de reservebank terecht was gekomen als gevolg van vormverlies, had Anastasi een transferverzoek ingediend.

### Internazionale
Anastasi maakte in de zomer van 1976 de overstap naar Internazionale. In ruil voor zijn komst bewandelde Roberto Boninsegna de omgekeerde weg. Inmiddels bleek Anastasi niet meer de trefzekere spits van weleer. Hij won met zijn nieuwe club in 1977/78 nog wel de Coppa Italia, maar vertrok na afloop van het seizoen naar Ascoli. Uiteindelijk beëindigde hij in 1982 zijn carrière bij het Zwitserse FC Lugano.

## Erelijst
Met Juventus:
- Serie A: 1971/72, 1972/73, 1974/75

Met Internazionale:
- Coppa Italia: 1977/78

Met Italië:
- Europees kampioen: 1968